# Sambal

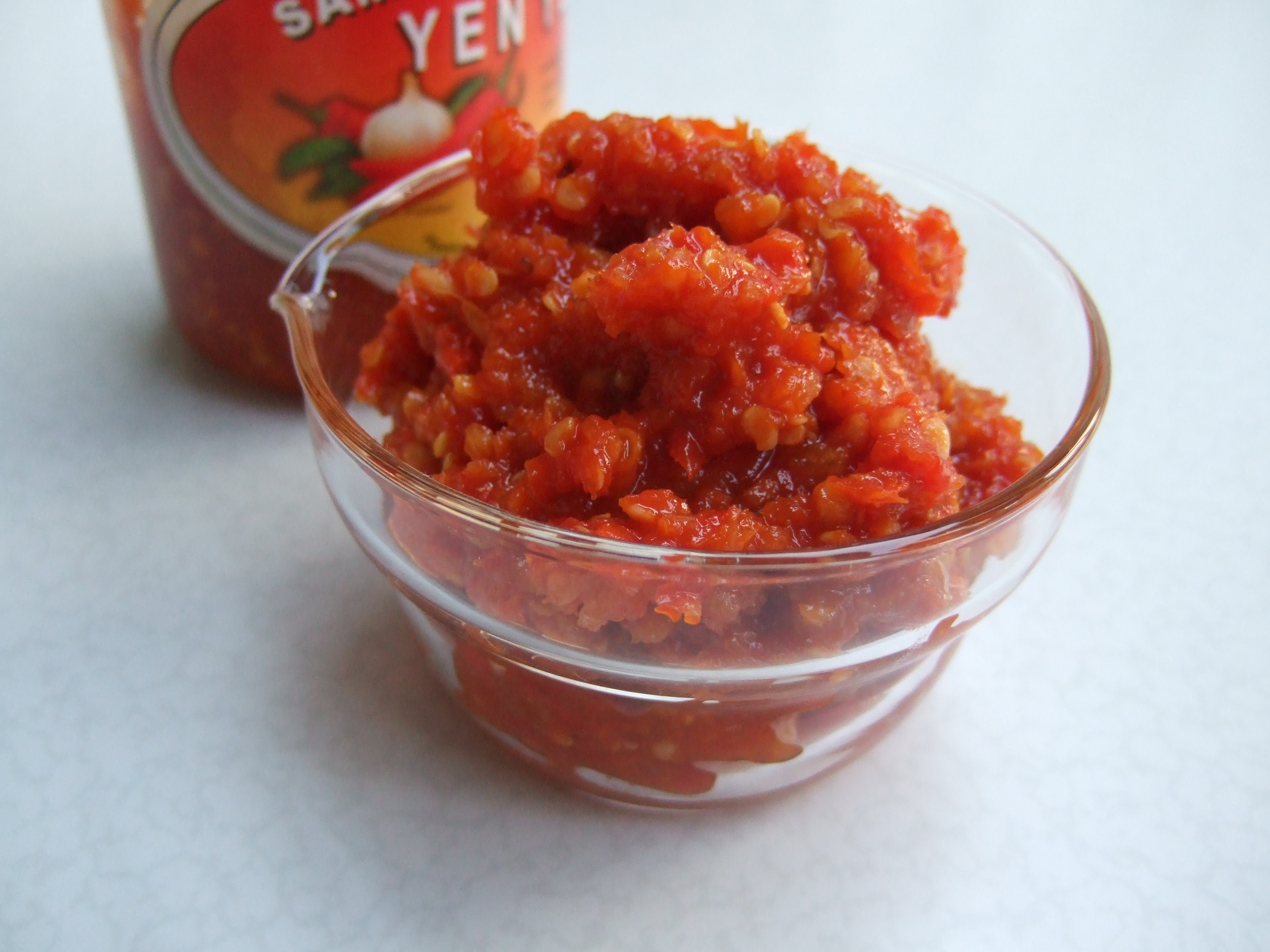
Sambal lampung

Sambal – indonezyjski sos chili, podawany do wielu potraw jako danie uzupełniające (tzw. side dish). Jest gęstszy niż meksykańska salsa.
Najczęściej stosowane rodzaje chili obejmują: 
- Adyuma znana również jako habanero: zazwyczaj żółte i krótkie, niezwykle ostre;
- Pieprz kajeński: zwykle czerwone i krótkie;
- Madame Jeanette: żółte lub jasnozielone i wydłużone, o nieregularnym kształcie;
- Cabe rawit: malutkie i wydłużone; mogą być czerwone lub zielone, bardzo ostre;
- Lombok: wydłużone, czerwone lub zielone, stosunkowo łagodne (zielone są łagodniejsze);
- Naga Jolokia: nazywane również cabe taliwang, jedna z najostrzejszych papryk na świecie, osiągająca około 1 miliona jednostek w skali Scoville’a (dziesięć razy więcej niż cabe rawit).

## Najpopularniejsze odmiany sambalu
W zależności od zastosowanych składników rozróżnia się wiele rodzajów sambalu, różniących się pod względem smaku i stopnia ostrości:
- Sambal belacan: sambal w stylu malajskim. Chili uciera się w moździerzu razem z pastą krewetkową (belacan). Niekiedy dodaje się pomidory lub kwaskowate mango. Przyprawiony solą, cukrem i sokiem z limonki. W wersji malajsko-chińskiej smaży się pastę krewetkową z chili.
- Sambal trassi (terasi): pasta krewetkowa (terasi) jest bardziej skondensowana niż w sambal belacan. Dodawane są papryczki, sól, cukier i sok z limonki.
- Sambal asam: podobny do sambal trassi, ale z dodatkiem kwaśnego miąższu owoców tamaryndowca (asam).

- Sambal bajak: chili smaży się na oleju, dodaje czosnek i inne przyprawy, ta odmiana jest ciemniejsza i bogatsza w smaku niż sambal asam.
- Sambal mangga: świeżo zmielony sambal trassi z dodatkiem rozdrobnionego młodego mango, doskonały dodatek do owoców morza.
- Sambal ijo: specjalność indonezyjskiego regionu Padang. Sambal o barwie zielonej, sporządza się z zielonych pomidorów, zielonego chili oraz przypraw, a następnie smaży.
- Sambal gandaria: świeżo zmielony sambal trassi z dodatkiem rozdrobnionych owoców gandaria.
- Sambal daun mangga muda: świeżo zmielony sambal trassi z dodatkiem bardzo młodych liści mango.
- Sambal balado: sambal w stylu Minangkabau. Podsmażane zielone chili, czosnek, szalotki, zielone pomidory, sól, cukier i sok z cytryny lub limonki.
- Sambal tumis: chili smażone razem z pastą krewetkową, cebulą, czosnkiem, sokiem tamaryndowym. Z dodatkiem innych składników daje sambal kangkong, sambal sotong (z mątwą) lub sambal telur (z jajkiem).

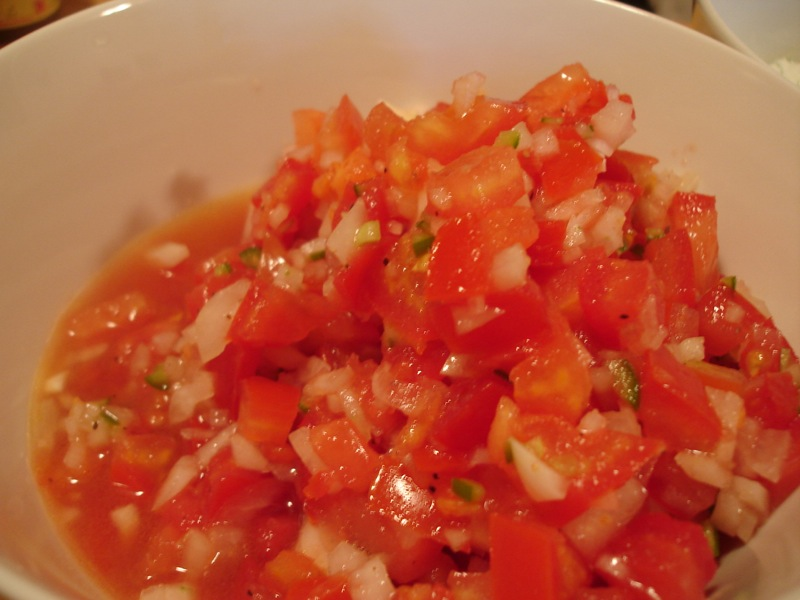
Sambal pomidorowy z chili

- Sambal kemiri: podobny do sambal trassi, lecz z dodatkiem orzeszków kukui.
- Sambal kecap manis: indonezyjski słodki sos sojowy, chili, szalotki i sok z limonki. Manis znaczy „słodki”.
- Sambal udang: chili smażone z czosnkiem i krewetkami.
- Sambal oelek : ostre czerwone chili z dodatkiem soli i soku z limonki.
- Sambal jeruk: zielona lub czerwona papryka z cytryną, używana do nasi goreng i dań z makaronu. W Malezji nazywany cili jeruk.
- Sambal setan: dosłownie „sos szatański” bardzo ostry sambal z papryczką Madame Jeanette.
- Sambal pedas pedas: niezwykle pikantny.
- Sambal taliwang: odmiana z wioski Taliwang, na wyspie Lombok, sporządzana z papryki naga Jolokia uprawianej na Lombok, czosnku i pasty krewetkowej.

- |  | Zobacz multimedia związane z tematem: Sambal |